# Zianon Pazniak
Zianon Stanislavavitch Pazniak (en biélorusse : Зянон Станіслававіч Пазняк), ou Zenon Stanislavovitch Pozniak (en russe : Зенон Станиславович Позняк), est un homme politique biélorusse né le 24 avril 1944 près de Hrodna.

## Biographie
Il est l'un des fondateurs du Front populaire biélorusse et de Martyrolog Byalorusi, une société commémorant les victimes du stalinisme[réf. souhaitée]. Pazniak est à l'origine de la découverte en 1988 des fosses communes de Kourapaty, où ont été enterrés les victimes d'une des purges staliniennes. De 1989 à 1999 il était président du Front populaire biélorusse. Il était député du conseil suprême de la République socialiste soviétique de Biélorussie et de la Biélorussie. Il s'est opposé à l'idée d'une république présidentielle, craignant qu'elle ne conduise à la dictature[réf. souhaitée]. Pazniak était candidat à l'élection présidentielle biélorusse de 1994, mais il a perdu contre Loukachenko, obtenant 12,8 % des suffrages. 
En 1996, à la suite des nombreuses arrestations des opposants à Loukachenko, Zianon Pazniak se réfugie aux États-Unis. Après la scission du Front populaire biélorusse en 1999, il a créé le parti Parti démocrate-chrétien BNF. Il est néanmoins très critique envers les principales figures de l'opposition biélorusse, les accusant de servir les intérêts de la Russie,,. Lui-même défend des positions fermement nationalistes.